# Batlles de Palamós
Tot seguit es mostra una llista dels batlles de Palamós, des de la fundació de la vila fins avui dia.
La vila reial de Palamós fou fundada pel rei Pere II El Gran l'any 1279. Al mateix temps va crear la Batllia de Palamós amb jurisdicció, a part de Palamós, sobre les parròquies de Vila-romà, Vall-llobrega i Calonge. En front d'aquest ens va nomenar un batlle reial de designació directe. El 1366, l'infant Joan (futur rei Joan I) va concedir el privilegi de poder presentar terna per l'elecció de batlle. L'any 1484, el rei Ferran II el Catòlic va crear el comtat de Palamós, concedint-lo al seu capità general de l'armada, Galceran de Requesens. D'aquesta manera els batlles seran comtals i s'elegiran mitjançant terna. El rei Felip V va abolir els privilegis de Catalunya, assimilant la seva administració a la de la resta d'Espanya. Així, el nomenament i la duració en el càrrec del batlles serà diferent a partir de 1723. La dictadura del general Primo de Ribera, la Segona República i la dictadura del general Franco modificaren substancialment tant els procediments de nomenament com la durada del càrrec de batlle, fins a arribar a la Democràcia, que torna a canviar tot el procediment.

## Batlles

### Batlles reials de designació directe (1279 - 1366)
| Anys            | Nom               |
| --------------- | ----------------- |
| 1279 - 1289     | Arnau sa Bruguera |
| 1290...         | Pere de Moyó      |
| 1299...         | Bernat Esclot     |
| 1302...         | Berenguer Arrufat |
| ...1320...      | Guillem Granell   |
| 1324...         | Guillem Rosell    |
| ..1329 - 1336.. | Ramon des Puig    |
| 1338 - 1341     | Pere Nadal        |
| 1341 - 1344..   | Bernat de Colomer |
| 1348 - 1349..   | Bernat Caner      |
| ...1353...      | Guillem Sitjar    |
| ..1354 - 1357   | Bonanat Vallès    |
| 1357 - 1360     | Pere d'Anglada    |
| 1360...         | Jaume Bosca       |
| ..1361 - 1362.. | Francesc Montiró  |
| ...1366...      | Pere sa Plana     |

### Batlles reials mitjançant terna (1367 - 1486)
| Any             | Nom                          |
| --------------- | ---------------------------- |
| ..1367 - 1368.. | Bernat Garriga               |
| ..1369 - 1371   | Jaume March                  |
| 1372 - 1374..   | Pere Sabater                 |
| ..1375 - 1376   | Mateu Joan                   |
| 1376...         | Francesc de Minosa           |
| ..1378 - 1381   | Bernat de Fenolleto          |
| 1381 - 1383     | Miquel Pere                  |
| 1383            | Pere Cerir                   |
| 1383...         | Pere Mates                   |
| 1386 - 1390..   | Arnau de Figuerola           |
| (1389)          | Pere Sitjar                  |
| ...1391...      | Francesc de Folcs            |
| 1393 - 1396     | Ramon Gras                   |
| 1396 - 1399     | Pere Bertran                 |
| 1399...         | Bartomeu des Camps           |
| 1400 - 1401     | Nicolau Roger                |
| 1401 - 1405     | Francesc de Bell-lloch       |
| 1405 - 1408     | Guillem Guerau               |
| 1408 - 1411     | Nicolau Cassà                |
| 1411 - 1412..   | Mateu Baulida                |
| ..1414 - 1415.. | Guillem Riba                 |
| 1416 - 1420     | Narcís Cervià                |
| 1420 - 1422     | Pere Dalmau                  |
| 1422 - 1425     | Guillem Riba                 |
| 1425 - 1428     | Joan Buïgues                 |
| 1428 - 1431     | Guillem Arbonés              |
| 1431 - 1434     | Nicolau Pons                 |
| 1434 - 1437     | Joan Gelats                  |
| 1437 - 1440     | Antoni Folcs                 |
| 1440 - 1443     | Jaume Mauri                  |
| 1443            | Pere Osona                   |
| 1444 - 1447     | Bernat des Pla               |
| 1447 - 1449     | Joan Tavell                  |
| 1449 - 1452     | Pere Feliu Riba              |
| 1452 - 1455     | Nicolau Bofill               |
| 1455 - 1458     | Bernat Miró                  |
| 1458 - 1461     | Vicenç Ermosich àlias Canyet |
| 1461 - 1464     | Francesc Roger               |
| 1464            | Joan Pol                     |
| 1465 - 1469     | Rafael Cernella              |
| 1469 - 1473     | Pere Miquel Bosch            |
| 1473 - 1476     | Joan Bofill                  |
| 1476 - 1479     | Antoni Nadal àlias Garoy     |
| 1479            | Miquel Bofill                |
| 1479            | Pere Vidal                   |
| 1479 - 1482     | Pere Miquel Bosch            |
| 1482            | Miquel Bofill                |
| 1483...         | Vicenç Ermosich àlias Canyet |
| ...1486         | Bernat Pujol                 |

### Batlles comtals mitjançant terna (1486 - 1723)
| Any             | Nom                        |
| --------------- | -------------------------- |
| 1486...         | Bernat Pujol               |
| ..1489 - 1491.. | Joan Riba                  |
| ..1493 - 1494   | Francesc Valentí           |
| 1494 - 1496     | Francesc Quinsà            |
| 1496 - 1499     | Joan Bofill                |
| 1500 - 1502..   | Francesc Quinsà            |
| 1503 - 1506     | Llorenç Bofill             |
| 1506 - 1508..   | Joan Tavell                |
| ..1510 - 1513   | Bernat Valentí             |
| 1513 - 1514     | Miquel Valentí             |
| 1514...         | Nicolau Canyet             |
| 1515 - 1518     | Narcís Lato                |
| 1518 - 1521     | Joan Ermosich àlias Canyet |
| 1521 - 1524     | Miquel Valentí             |
| 1524 - 1527     | Nicolau Canyet             |
| 1527 - 1530     | Bernat Valentí             |
| 1530 - 1533     | Pere Soler                 |
| 1533 - 1536     | Joan Gorgoll               |
| 1536 - 1539     | Joan Ermosich àlias Canyet |
| 1539 - 1542     | Antoni Gotes               |
| 1542 - 1545     | Pere Guàrdies              |
| 1545 - 1548     | Antoni Bernat              |
| 1548 - 1551     | Pere Ropidera              |
| 1551            | Francesc Roger             |
| 1552 - 1554     | Pere Ropidera              |
| 1554 - 1557     | Llorenç Llausàs i Sabater  |
| 1557 - 1560     | Bernat Esteva              |
| 1560 - 1563     | Pere Ropidera              |
| 1563 - 1566     | Llorenç Llausàs i Sabater  |
| 1566 - 1569     | Joan Francesc Valentí      |
| 1569 - 1572     | Bernat Esteva              |
| 1572 - 1575     | Francesc Maimó             |
| 1575            | Antoni Mascort             |
| 1576 - 1578     | Mateu Balle                |
| 1578 - 1581     | Nicolau Canyet             |
| 1581 - 1584     | Sebastià Pla               |
| 1584 - 1587     | Antoni Valentí             |
| 1587 - 1593     | Francesc Maimó             |
| 1593 - 1596     | Magí Calp                  |
| 1596            | Bernat Planes              |
| 1596 - 1599     | Francesc Metge             |
| 1599 - 1602     | Nicolau Bertran            |
| 1602 - 1605     | Sebastià Pla               |
| 1605 - 1608     | Mateu Pagès                |
| 1608 - 1611     | Francesc Moret i Ropidera  |
| 1611 - 1614     | Antoni Saguer              |
| 1614 - 1617     | Antoni Agustí              |
| 1617 - 1618+    | Bernat Planes              |
| 1618 - 1619..   | Antoni Vallmanya           |
| 1620 - 1623     | Mateu Pagès                |
| 1623 - 1626     | Joan Pons                  |
| 1626 - 1629     | Joan Casanovas             |
| 1629 - 1632     | Salvador Simon             |
| 1632 - 1635     | Joan Massó                 |
| 1635 - 1638     | Ponç Salvà                 |
| 1638 - 1641     | Gaspar Baulida             |
| 1641 - 1644     | Magí Corça i Calp          |
| 1644 - 1647     | Jaume Mauri                |
| 1647 - 1650     | Joan Canyet                |
| 1650 - 1653     | Joan Constantí             |
| 1655            | Nicolau Llitrà (prov.)     |
| 1655            | Pere Crosa (prov.)         |
| 1656 - 1659     | Bernat Esteve              |
| 1659 - 1661..   | Antoni Moret               |
| 1662 - 1665     | Magí Corçà i Calp          |
| 1665 - 1671     | Francesc Fina              |
| 1671 - 1674     | Antoni Moret               |
| 1674 - 1677     | Joan Valentí               |
| 1677            | Antoni Simon               |
| 1677 - 1680     | J. Facundo Casanovas       |
| 1680 - 1683     | Antoni Esparraguera        |
| 1683 - 1686     | Josep Bassó                |
| 1686 - 1689     | Jacint Oliver              |
| 1689 - 1692     | Antoni Simon               |
| 1692 - 1695     | Pere Solivera i Bataller   |
| 1696 - 1698+    | Joan Valentí               |
| 1698            | Antoni Simon               |
| 1699 - 1702     | Joan Bajandas              |
| 1702 - 1703..   | Nicolau Moret              |
| 1704 - 1708     | Rafael Saguer              |
| 1708 - 1711     | J. Baptista Servià i Pons  |
| 1714 - 1717     | Antoni Costa               |
| 1717 - 1722     | Josep Pagès i Gallart      |

### Batlles bienals després del decret de Nova Planta (1723 - ..)
| Any           | Nom                           |
| ------------- | ----------------------------- |
| 1723 - 1724   | Joan Baptista Pons            |
| 1725 - 1726   | Pau Baulida                   |
| ...1727...    | Miquel Bajandas               |
| 1728 - 1729   | Antoni Olivos                 |
| 1730 - 1731   | Josep Moret                   |
| 1732 - 1734   | Joan Oliver                   |
| 1734 - 1736   | Esteve Vilató                 |
| 1737 - 1738   | Antoni Garrell                |
| 1739 - 1740   | Francesc Agustí               |
| 1741 - 1742   | Joan Carreras                 |
| 1743 - 1744   | Joan Manyalich                |
| 1745 - 1746   | Antoni Olivos                 |
| 1747 - 1748   | Pere Cadanet                  |
| 1749 - 1750   | Pere Crosa                    |
| 1751 - 1752   | Joan Manyalich                |
| 1753 - 1754   | Francesc Gamirà               |
| 1755 - 1756   | Josep Carreras                |
| 1757 - 1758   | Martí Garrell                 |
| 1759 - 1760   | Jaume Botet                   |
| 1761 - 1762   | Francesc Gamirà               |
| 1763 - 1764   | Martí Garrell                 |
| 1765 - 1766   | Joan Agustí i Vinyals         |
| 1767 - 1768   | Francesc Vidal de sa Vall     |
| 1769 - 1770   | Pau Baulida                   |
| 1771 - 1772   | Manuel Bonafont               |
| 1773 - 1774   | Domingo Botet                 |
| 1775 - 1776   | Miquel Manyalich              |
| 1777 - ...    | Domingo Botet                 |
| 1781 - 1782   | Antoni Olivos                 |
| 1783 - 1784   | Joan Agustí i Vinyals         |
| 1785 - 1786   | Manuel Bonafont               |
| 1787 - 1788   | Bernat Vinyals                |
| 1789 - 1790   | Pere Crosa                    |
| 1791 - 1792   | Sebastià Tuèbols              |
| 1793 - 1795   | Bernat Vinyals                |
| 1795 - 1796.. | Joan Marull                   |
| ...1797...    | Miquel Botet                  |
| ...1800...    | Salvador Geronès              |
| 1801 - 1802   | Bernat Vinyals                |
| ..1803        | Sebastià Tuèbols              |
| 1803 - 1804   | Cristòfol Bessa               |
| 1805 - 1806   | Joan Ribas                    |
| 1807 - 1808   | Joan Prats i Vila             |
| ..1814        | Joan Prats                    |
| 1814..        | Salvador de Álvarez           |
| ..1816..      | Nicolau Botet                 |
| ..1817..      | Josep Maruny                  |
| ..1819..      | Jaume Oliu i Bajandas         |
| ..1820..      | Josep Ignasi Prats            |
| ..1821..      | Salvador de Álvarez           |
| ..1822        | Narcís Tauler                 |
| 1823          | Miquel Duran                  |
| 1823 - 1825   | Nicolau Botet i Bajandas      |
| 1825          | Carles Ametller               |
| 1825 - 1826   | Pere March                    |
| 1826 - 1827   | Josep Ferrer                  |
| 1827 - 1828   | Josep Castellà                |
| 1828 - 1829   | Francesc Calvet               |
| 1829 - 1830   | Miquel Duran                  |
| 1830 - 1831   | Josep Maruny                  |
| 1831          | Josep Castellà                |
| 1832 - 1833   | Carles Cisterna               |
| 1833 - 1835   | Mateu Forn i Fina             |
| 1835 - 1836   | Miquel Matas                  |
| 1836 - 1838   | Salvador de Álvarez           |
| 1838 - 1839   | Agustí Vilar                  |
| 1839 - 1840   | Francesc Calvet               |
| 1840          | Mateu Forn i Fina             |
| 1841          | Manuel Guiteras               |
| 1842 - 1843   | Francesc de Paula Álvarez     |
| 1843 - 1844   | Joan Prohias                  |
| 1844          | Tito Montaner                 |
| 1846          | Narcís Pagès                  |
| 1847          | Joan de Álvarez               |
| 1848 - 1850   | Joan Sabater                  |
| 1850 - 1852   | Joan de Álvarez               |
| 1852 - 1853   | Manuel Guiteras               |
| 1854          | Antoni Botet                  |
| 1854 - 1856   | Joan de Álvarez               |
| 1856 - 1857   | Gaspar Matas                  |
| 1857 - 1860   | J. Baptista Forn i de Ciurana |
| 1860 - 1861   | Joan Duran                    |
| 1861 - 1862   | Josep Artigas                 |
| 1863 - 1864   | Jaume Bonet                   |
| 1865          | Joan Danés i Brugada          |
| 1865 - 1866   | Manuel Tordera                |
| 1867 - 1868   | Jaume Vilar                   |
| 1868          | Josep Matas i Gamirà          |
| 1868 - 1869   | Gaspar Matas                  |
| 1869 - 1870   | Joan de Álvarez               |
| 1870 - 1872   | Gaspar Matas                  |
| 1872          | Benet Batalla                 |
| 1872 - 1873   | Benet Roger                   |
| 1873 - 1874   | Eusebi Matas                  |
| 1874          | Joan de Álvarez               |
| 1874          | Domingo López                 |
| 1874          | Joan Oliver                   |
| 1874          | Josep Artigas                 |
| 1875          | Climent Carreras              |
| 1875 - 1876   | Jaume Fina                    |
| 1876 - 1877   | Joan de Álvarez               |
| 1877 - 1879   | August Pagès                  |
| 1879 - 1881   | Martí Roger                   |
| 1881 - 1885   | Rafael Vilar                  |
| 1885 - 1887   | Zoilo Nacente                 |
| 1887 - 1889   | Ramon Trill i Galí            |
| 1890 - 1893   | Vicenç Boada i Boada          |
| 1893 - 1897   | Ildefons Camós i Romaguera    |
| 1897 - 1899   | Miquel Matas i Tauler         |
| 1899 - 1900   | Vicenç Boada i Boada          |
| 1900 - 1901   | Miquel Matas i Tauler         |
| 1902 - 1903   | Josep Fàbrega i Pou           |
| 1904          | Ramon Trill i Galí            |
| 1904 - 1905   | Martí Montaner i Coris        |
| 1906 - 1909   | Ildefons Camós i Romaguera    |
| 1909          | Salvador Bonet i Jordi        |
| 1910 - 1919   | Emili Pagès i Rasos           |
| 1919 - 1920   | Eladi Cateura i Turró         |
| 1920 - 1922   | Josep Gafas i Maruny          |
| 1922 - 1923   | Enric Marquès i Ponjuan       |

### Batlles de la dictadura del general Primo de Ribera (1923 - 1931)
| Any         | Nom                        |
| ----------- | -------------------------- |
| 1923        | Josep Gafas i Maruny       |
| 1923 - 1924 | Josep Estragués i Pellicer |
| 1924 - 1930 | Manuel Arana i Vallès      |
| 1930        | Eladi Cateura i Turró      |
| 1930 - 1931 | Miquel Gubert i Garrell    |

### Batlles de la Segona República (1931 - 1939)
| Any         | Nom                     |
| ----------- | ----------------------- |
| 1931        | Dídac Garrell i Tauler  |
| 1931 - 1932 | Josep Fàbrega i Pou     |
| 1932 - 1934 | Fermí Oliver i Bech     |
| 1934        | Dídac Garrell i Tauler  |
| 1934 - 1936 | Joan Reig i Albosa      |
| 1936        | Dídac Garrell i Tauler  |
| 1936 - 1939 | Llucià Sistané i Suquet |

### Batlles de la dictadura del general Franco (1939 - 1979)
| Any         | Nom                       |
| ----------- | ------------------------- |
| 1939        | Guillem Noya i Casanovas  |
| 1939 - 1951 | Fèlix Ribera i Llorens    |
| 1952 - 1956 | Josep Parals i Elias      |
| 1956 - 1958 | Alfons Moral Arnaiz       |
| 1958 - 1964 | Narcís Seras i Burgas     |
| 1964 - 1973 | Arturo Maria i Castillo   |
| 1973 - 1979 | Francesc Fernández Sutirà |

### Batlles de la Democràcia (1979 - ...)
| Any         | Nom                       |
| ----------- | ------------------------- |
| 1979 - 1983 | Josep Parals i Elias      |
| 1983 - 1985 | Francesc Dalmau i Norat   |
| 1985        | Josep Parals i Elias      |
| 1985 - 1996 | Josep Ferrer i Figueras   |
| 1996 - 2003 | Jordi Pallí i Esteva      |
| 2003 - 2015 | Maria Teresa Ferrés Àvila |
| 2015 - 2027 | Lluís Puig i Martorell    |